# UTC+07:00
UTC+7時區包含以下區域： 

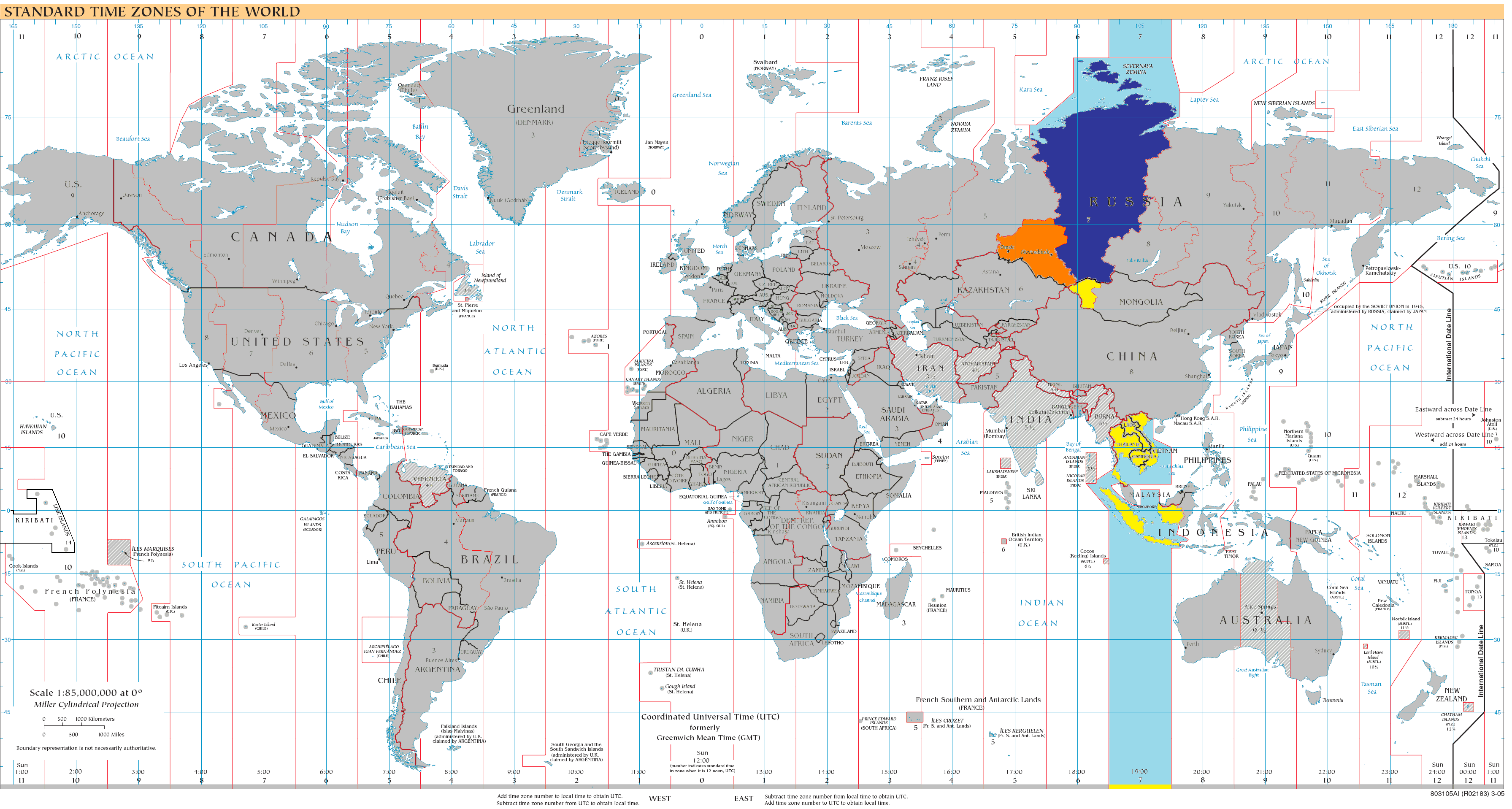
2008年的UTC+7：藍（12月）、橘（6月）、黃（全年）、淡藍 - 海洋

時區名稱ICT（Indochina Time：中南半岛時間）

## 作为标准时间（全年）
- 蒙古国（最西部）
  - 科布多省、乌布苏省、巴彦乌列盖省
- -  圣诞岛
- 柬埔寨
- 印度尼西亞（西部）  
  - 中加里曼丹省、爪哇、苏门答腊、西加里曼丹省
- 泰國
- 越南－越南標準時間
- 俄羅斯－克拉斯諾亞爾斯克時間
  - 克拉斯諾亞爾斯克邊疆區、科麥羅沃州、哈卡斯共和國、圖瓦共和國、新西伯利亞州、阿爾泰邊疆區、托木斯克州、阿爾泰共和國

## 歷史上曾是UTC+7的國家地區
- 新加坡 - 新加坡標準時間（1726年至1981年12月31日）
- 中國 - 隴蜀時區（1912年至1950年間使用）
陝西、四川、貴州、雲南、廣西、寧夏、綏遠等省，甘肅之玉門縣及其以東各地。青海之都蘭、玉樹兩縣及其以東各地，西康之昌都、科麥、察隅各縣及其以東各地，蒙古之土謝圖汗、三音諾顏汗兩部，西京、重慶兩市等地，均屬此區。對日抗戰期間，自中央政府遷駐陪都重慶後，因應戰爭情勢，曾令全國簡化時區統一以隴蜀時間為標準時。
- - 孟加拉夏令时间（2009年6月20日至12月31日）
- 马来西亚-西马（1933年至1981年12月31日）在早年英國殖民時期至後來的馬來西亞，西馬的時間與東馬時間相距為30分鐘，在1981年12月31日晚上23时30分，时任马来西亚首相馬哈迪下令将时间调快至30分钟并与東馬的时间（東八區）统一为新的马来西亚时间。